# Les Plumes du paon
Pour le film indien de 1954, voir Les Plumes du paon (film).
Les Plumes du paon est un collectif d'auteurs bretons créé en 2013 dans le Sud du département du Finistère, en Bretagne, ayant pour but une diffusion et une communication plus large des auteurs bigoudens.

## Conditions d'appartenance
Le site web de l'association donne trois conditions à l'appartenance au collectif : habiter ou avoir habité le Pays Bigouden, évoquer le Pays Bigouden dans ses œuvres, et... ne pas avoir la « grosse tête ».

## Origine du projet

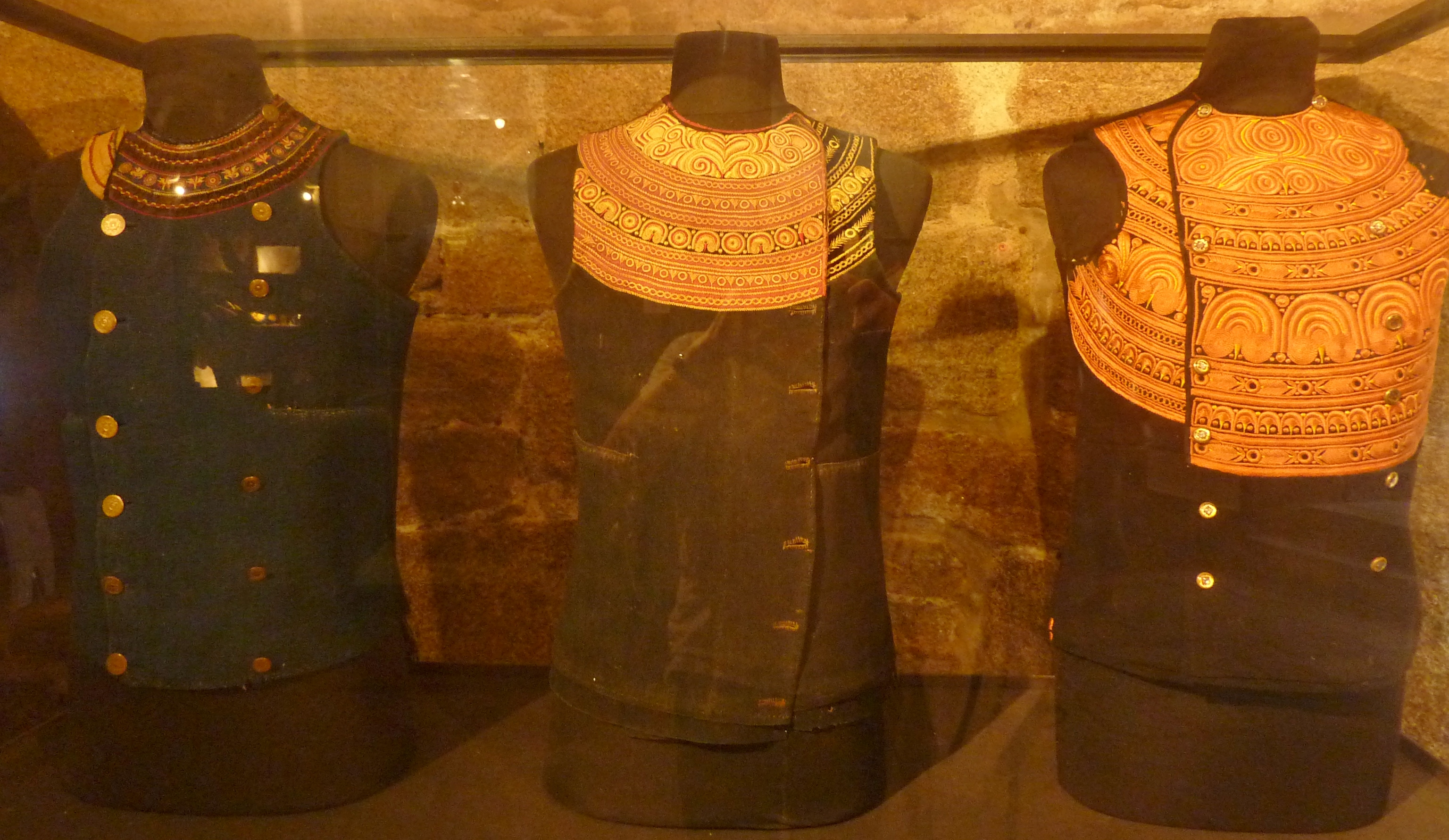
Gilets masculins entre 1860 et 1900. On voit nettement la plume de paon sur les deux de droite

En 2013, le photographe Michel Bataillard constate en se promenant sur le port de Lesconil que différents auteurs sont présents pour proposer leurs ouvrages, mais « chacun sur une petite table ». Germe alors en lui l'idée de réunir les écrivains locaux, ce qui est fait à la fin de cette même année. Le nom de l'association vient de la broderie que l'on trouve sur les costumes bigoudens traditionnels, symbole d'orgueil et de fierté. Cette plume de paon se retrouve également sur le logotype de l'association.

## Rôles de l'association
Le but principal de l'association est de faire connaître le Pays Bigouden à travers ses auteurs, qu'ils s'expriment en français ou en breton.

## Auteurs membres du collectif Les plumes de Paon
- Frédéric Bargain
- Jean-Yves Barzic
- Michel Bataillard
- Bernard Berrou
- Louis Bertholom
- Yann Biger
- Henri (Le) Bihan
- Sylvain Blais
- Pierre Boennec
- Margot Bruyère
- Gilbert Cariou
- Anne-Marie Castelain
- Roland Chatain
- Pierrick Chuto
- Joseph Coïc
- Jakez Cornou
- Michel Cossec
- Annie Coz
- Claude Dayan
- Sophie Denis
- Élisabeth de Sainte Foy
- Jean Failler
- Olivier Gatin
- Bruno Geneste
- Fanch Gestin
- Annie Gloaguen Le Dréau (Katel Rusaliou)
- Yannick Gloaguen
- Yves Goulm
- Robert Gouzien
- Suzanne Guerrot
- Stéphane Jaffrezic
- Lois Jammes
- Xavier Josset
- Odile Keller
- Serge Kergoat
- Véronique Kerdranvat
- Bernard Larhant
- Armelle Lavalou
- Yves Le Bec
- Jean-Luc Le Cleac'h
- Sophie Le Clech
- René Le Corre
- Serge Le Gall
- Marie Le Goaziou
- Gilles Le Guen
- Françoise Le Mer
- Francis Lermenier
- Marc Louboutin
- Aurélie Loussouarn
- Yanne Mallejac-Jégou
- Yveline Mehat
- Alain Gabriel Monot
- Michel Moureaux
- Alex Nicol
- Nicole Pastore
- Pierre Perennou
- Claude Péron
- Thierry Rouaud
- Gérard Simon
- Marie Sizun
- Michel Suzzarini